# Stellapora echinata
Stellapora echinata är en nässeldjursart som först beskrevs av Henry Nottidge Moseley 1879.  Stellapora echinata ingår i släktet Stellapora och familjen Stylasteridae. Inga underarter finns listade i Catalogue of Life.